# Бала-Махале-Ґільде
Бала-Махале-Ґільде (перс. بالامحله گيلده) — село в Ірані, у дегестані Дехґах, у бахші Кіяшахр, шагрестані Астане-Ашрафіє остану Ґілян. За даними перепису 2006 року, його населення становило 425 осіб, що проживали у складі 141 сім'ї.

## Клімат
Середня річна температура становить 14,77 °C, середня максимальна – 28,68 °C, а середня мінімальна – 0,23 °C. Середня річна кількість опадів – 1169 мм.
| Клімат поселення                              | Клімат поселення | Клімат поселення | Клімат поселення | Клімат поселення | Клімат поселення | Клімат поселення | Клімат поселення | Клімат поселення | Клімат поселення | Клімат поселення | Клімат поселення | Клімат поселення | Клімат поселення |
| Показник                                      | Січ.             | Лют.             | Бер.             | Квіт.            | Трав.            | Черв.            | Лип.             | Серп.            | Вер.             | Жовт.            | Лист.            | Груд.            |                  |
| Середній максимум, °C                         | 9,51             | 10,18            | 12,36            | 17,59            | 21,94            | 26,04            | 28,68            | 28,39            | 25,04            | 21,12            | 16,42            | 12,25            |                  |
| Середня температура, °C                       | 4,86             | 5,54             | 7,70             | 12,94            | 17,30            | 21,38            | 24,64            | 24,34            | 20,96            | 17,05            | 12,36            | 8,18             |                  |
| Середній мінімум, °C                          | 0,23             | 0,90             | 3,07             | 8,30             | 12,66            | 16,74            | 20,56            | 20,27            | 16,89            | 12,98            | 8,29             | 4,10             |                  |
| Норма опадів, мм                              | 108              | 90               | 85               | 43               | 44               | 32               | 32               | 62               | 142              | 223              | 175              | 133              |                  |
| Середньомісячна швидкість вітру, м/с          | 2.40             | 2.50             | 2.50             | 2.42             | 2.42             | 2.70             | 2.60             | 2.38             | 2.13             | 2.20             | 2.10             | 2.26             |                  |
| Середньомісячна сонячна радіація, кДж/м²·день | 6975             | 9023             | 10948            | 15411            | 19743            | 21883            | 22436            | 18749            | 15050            | 10626            | 8519             | 6639             |                  |
| --------------------------------------------- | ---------------- | ---------------- | ---------------- | ---------------- | ---------------- | ---------------- | ---------------- | ---------------- | ---------------- | ---------------- | ---------------- | ---------------- | ---------------- |
| Джерело:                                      |                  |                  |                  |                  |                  |                  |                  |                  |                  |                  |                  |                  |                  |